# لوییس لوپز
لوییس لوپز (انگلیسی: Lluís López؛ زادهٔ ۵ مارس ۱۹۹۷) بازیکن فوتبال اهل اسپانیا است.
از باشگاه‌هایی که در آن بازی کرده‌است می‌توان به باشگاه فوتبال اسپانیول اشاره کرد.
وی همچنین در تیم‌های ملی فوتبال زیر ۱۶ سال اسپانیا، زیر ۱۷ سال اسپانیا، و زیر ۱۹ سال اسپانیا بازی کرده‌است.